# Liste der Bodendenkmale in Salem (Lauenburg)
In der Liste der Bodendenkmale in Salem sind die Bodendenkmale der Gemeinde Salem nach dem Stand der Bodendenkmalliste des Archäologischen Landesamts Schleswig-Holstein von 2016 aufgelistet. Die Baudenkmale sind in der Liste der Kulturdenkmale in Salem (Lauenburg) aufgeführt.
| Denkmal-ID           | Befundart           | Bezeichnung                              | Zeitstellung                 | Lage | Bemerkungen | Bild |
| -------------------- | ------------------- | ---------------------------------------- | ---------------------------- | ---- | ----------- | ---- |
| aKD-ALSH-Nr. 000 976 | Grabmal > Grabhügel | Grabhügel                                | Vor- und/oder Frühgeschichte |      |             |      |
| aKD-ALSH-Nr. 000 977 | Grabmal > Grabhügel | Grabhügel                                | Vor- und/oder Frühgeschichte |      |             |      |
| aKD-ALSH-Nr. 000 978 | Grabmal > Grabhügel | Grabhügel                                | Vor- und/oder Frühgeschichte |      |             |      |
| aKD-ALSH-Nr. 000 979 | Grabmal > Grabhügel | Grabhügel                                | Vor- und/oder Frühgeschichte |      |             |      |
| aKD-ALSH-Nr. 000 980 | Grabmal > Grabhügel | Grabhügel                                | Vor- und/oder Frühgeschichte |      |             |      |
| aKD-ALSH-Nr. 000 981 | Grabmal > Grabhügel | Grabhügel                                | Vor- und/oder Frühgeschichte |      |             |      |
| aKD-ALSH-Nr. 000 982 | Grabmal > Grabhügel | Grabhügel                                | Vor- und/oder Frühgeschichte |      |             |      |
| aKD-ALSH-Nr. 000 983 | Grabmal > Grabhügel | Grabhügel                                | Vor- und/oder Frühgeschichte |      |             |      |
| aKD-ALSH-Nr. 000 984 | Grabmal > Grabhügel | Grabhügel                                | Vor- und/oder Frühgeschichte |      |             |      |
| aKD-ALSH-Nr. 000 985 | Grabmal > Grabhügel | Grabhügel                                | Vor- und/oder Frühgeschichte |      |             |      |
| aKD-ALSH-Nr. 000 986 | Grabmal > Grabhügel | Grabhügel                                | Vor- und/oder Frühgeschichte |      |             |      |
| aKD-ALSH-Nr. 000 987 | Grabmal > Grabhügel | Grabhügel                                | Vor- und/oder Frühgeschichte |      |             |      |
| aKD-ALSH-Nr. 000 988 | Grabmal > Grabhügel | Grabhügel                                | Vor- und/oder Frühgeschichte |      |             |      |
| aKD-ALSH-Nr. 000 989 | Grabmal > Grabhügel | Grabhügel                                | Vor- und/oder Frühgeschichte |      |             |      |
| aKD-ALSH-Nr. 000 990 | Grabmal > Grabhügel | Grabhügel                                | Vor- und/oder Frühgeschichte |      |             |      |
| aKD-ALSH-Nr. 000 991 | Grabmal > Grabhügel | Grabhügel                                | Vor- und/oder Frühgeschichte |      |             |      |
| aKD-ALSH-Nr. 000 992 | Grabmal > Grabhügel | Grabhügel                                | Vor- und/oder Frühgeschichte |      |             |      |
| aKD-ALSH-Nr. 000 993 | Grabmal > Grabhügel | Grabhügel                                | Vor- und/oder Frühgeschichte |      |             |      |
| aKD-ALSH-Nr. 000 994 | Grabmal > Grabhügel | Grabhügel                                | Vor- und/oder Frühgeschichte |      |             |      |
| aKD-ALSH-Nr. 000 995 | Grabmal > Grabhügel | Grabhügel                                | Vor- und/oder Frühgeschichte |      |             |      |
| aKD-ALSH-Nr. 000 996 | Grabmal > Grabhügel | Grabhügel                                | Vor- und/oder Frühgeschichte |      |             |      |
| aKD-ALSH-Nr. 000 997 | Grabmal > Grabhügel | Grabhügel                                | Vor- und/oder Frühgeschichte |      |             |      |
| aKD-ALSH-Nr. 000 998 | Grabmal > Grabhügel | Grabhügel                                | Vor- und/oder Frühgeschichte |      |             |      |
| aKD-ALSH-Nr. 000 999 | Grabmal > Grabhügel | Grabhügel                                | Vor- und/oder Frühgeschichte |      |             |      |
| aKD-ALSH-Nr. 001 000 | Grabmal > Grabhügel | Grabhügel                                | Vor- und/oder Frühgeschichte |      |             |      |
| aKD-ALSH-Nr. 001 001 | Grabmal > Grabhügel | Grabhügel                                | Vor- und/oder Frühgeschichte |      |             |      |
| aKD-ALSH-Nr. 001 002 | Grabmal > Grabhügel | Grabhügel                                | Vor- und/oder Frühgeschichte |      |             |      |
| aKD-ALSH-Nr. 001 003 | Grabmal > Grabhügel | Grabhügel                                | Vor- und/oder Frühgeschichte |      |             |      |
| aKD-ALSH-Nr. 001 004 | Grabmal > Grabhügel | Grabhügel                                | Vor- und/oder Frühgeschichte |      |             |      |
| aKD-ALSH-Nr. 001 005 | Grabmal > Grabhügel | Grabhügel                                | Vor- und/oder Frühgeschichte |      |             |      |
| aKD-ALSH-Nr. 001 006 | Grabmal > Grabhügel | Grabhügel                                | Vor- und/oder Frühgeschichte |      |             |      |
| aKD-ALSH-Nr. 001 007 | Grabmal > Grabhügel | Grabhügel                                | Vor- und/oder Frühgeschichte |      |             |      |
| aKD-ALSH-Nr. 001 008 | Grabmal > Grabhügel | Grabhügel                                | Vor- und/oder Frühgeschichte |      |             |      |
| aKD-ALSH-Nr. 001 009 | Grabmal > Grabhügel | Grabhügel                                | Vor- und/oder Frühgeschichte |      |             |      |
| aKD-ALSH-Nr. 001 010 | Grabmal > Grabhügel | Grabhügel                                | Vor- und/oder Frühgeschichte |      |             |      |
| aKD-ALSH-Nr. 001 011 | Grabmal > Grabhügel | Grabhügel                                | Vor- und/oder Frühgeschichte |      |             |      |
| aKD-ALSH-Nr. 001 012 | Grabmal > Grabhügel | Grabhügel                                | Vor- und/oder Frühgeschichte |      |             |      |
| aKD-ALSH-Nr. 001 013 | Grabmal > Grabhügel | Grabhügel                                | Vor- und/oder Frühgeschichte |      |             |      |
| aKD-ALSH-Nr. 001 014 | Grabmal > Grabhügel | Grabhügel                                | Vor- und/oder Frühgeschichte |      |             |      |
| aKD-ALSH-Nr. 001 015 | Grabmal > Grabhügel | Grabhügel                                | Vor- und/oder Frühgeschichte |      |             |      |
| aKD-ALSH-Nr. 001 016 | Grabmal > Grabhügel | Grabhügel                                | Vor- und/oder Frühgeschichte |      |             |      |
| aKD-ALSH-Nr. 001 017 | Grabmal > Grabhügel | Grabhügel                                | Vor- und/oder Frühgeschichte |      |             |      |
| aKD-ALSH-Nr. 001 018 | Grabmal > Grabhügel | Grabhügel                                | Vor- und/oder Frühgeschichte |      |             |      |
| aKD-ALSH-Nr. 001 019 | Grabmal > Grabhügel | Grabhügel                                | Vor- und/oder Frühgeschichte |      |             |      |
| aKD-ALSH-Nr. 001 020 | Grabmal > Grabhügel | Grabhügel                                | Vor- und/oder Frühgeschichte |      |             |      |
| aKD-ALSH-Nr. 001 021 | besonderer Stein    | Inschriftenstein/Grenzstein/Schalenstein |                              |      |             |      |
| aKD-ALSH-Nr. 001 022 | Grabmal > Grabhügel | Grabhügel                                | Vor- und/oder Frühgeschichte |      |             |      |
| aKD-ALSH-Nr. 001 023 | Grabmal > Grabhügel | Grabhügel                                | Vor- und/oder Frühgeschichte |      |             |      |
| aKD-ALSH-Nr. 001 024 | Grabmal > Grabhügel | Grabhügel                                | Vor- und/oder Frühgeschichte |      |             |      |
| aKD-ALSH-Nr. 001 025 | Grabmal > Grabhügel | Grabhügel                                | Vor- und/oder Frühgeschichte |      |             |      |
| aKD-ALSH-Nr. 001 026 | Grabmal > Grabhügel | Grabhügel                                | Vor- und/oder Frühgeschichte |      |             |      |
| aKD-ALSH-Nr. 001 027 | besonderer Stein    | Inschriftenstein/Grenzstein/Schalenstein |                              |      |             |      |